# Kappa1 Tauri
Título a ser usado para criar uma ligação interna é Kappa1 Tauri.
Kappa1 Tauri (65 Tauri) é uma estrela múltipla na direção da constelação de Taurus. Possui uma ascensão reta de 04h 25m 22.10s e uma declinação de +22° 17′ 38.3″. Sua magnitude aparente é igual a 4.21. Considerando sua distância de 153 anos-luz em relação à Terra, sua magnitude absoluta é igual a 0.85. Pertence à classe espectral A7IV-V. É membro do aglomerado aberto Híades.